# Awer Mabil
Awer Bul Mabil (* 15. září 1995 Kakuma) je profesionální fotbalista, který hraje na pozici křídelníka za švýcarský klub Grasshopper Club Zürich. Narodil se v Keni, na reprezentační úrovni však hraje v australském národním týmu.

## Klubová kariéra
Mabil se narodil 15. září 1995 jihosúdánským rodičům v Kakumě na severozápadě Keni. Do svých deseti let žil s rodinou v uprchlickém táboře Kakuma, poté se přestěhovali do Austrálie a usadili se v Adelaide.

### Adelaide United
Mabil hrál v mládežnických týmech Playfordu City, SA NTC a v roce 2012 přešel do akademie Adelaide United.
Mabil debutoval mezi muži v roce 2012, a to když byl na hostování v týmu Campbelltown City. O rok později začal pravidelně hrát v australské nejvyšší soutěži v dresu Adelaide United.

### FC Midtjylland
V červenci 2015 Mabil přestoupil do dánského klubu FC Midtjylland za částku přesahující 1 300 000 australských dolarů. Awer Mabil debutoval v dánské Superlize 16. října 2015, a to v zápase proti Randers FC v MCH Areně v Herningu. O šest dní později Mabil debutoval také v Evropské lize UEFA, a to v domácím utkání proti Neapoli.

#### Esbjerg fB (hostoání)
V srpnu 2016 byl Mabil zapůjčen do Esbjergu fB, aby dostal více herního času a mohl se rozvíjet. Mabil debutoval 8. srpna 2016 v zápase proti Aarhusu, ale ve 44. minutě byl vyloučen. S Esbjergem sestoupil do 2. dánské ligy, nicméně po sezóně se vrátil zpátky do Midtjyllandu.

#### Paços de Ferreira (hostování)
V červenci 2017 odešel Mabil na hostování do Paçosu de Ferreira. Paços de Ferreira na konci sezony 2017/18 sestoupil z nejvyšší portugalské soutěže, Mabil však během svého hostování zapůsobil, ve 26 ligových zápasech navíc dvakrát skóroval a přidal další tři asistence.

#### Návrat do Midtjyllandu
V roce 2018 se Mabil vrátil do Dánska a v prvních šesti zápasech sezony zaznamenal gól a dvě asistence. 11. listopadu 2018 vstřelil Mabil dva góly a na další dva asistoval při výhře Midtjyllandu 5:0 nad Vejle.
Dne 30. září 2020 ve čtvrtém předkole Ligy mistrů proti Slavii Praha asistoval na gól Soryho Kaby, který pomohl Midtjyllandu k historicky prvnímu postupu do základní skupiny Ligy mistrů UEFA. Svůj první gól v Lize mistrů vstřelil 25. listopadu téhož roku, a to z penalty proti Ajaxu při porážce 3:1.

#### Kasımpaşa (hostování)
V únoru 2022, poté, co vypadl ze sestavy Midtjyllandu kvůli tomu, že nechtěl podepsat po sedmi letech v Dánsku další smlouvu, odešel Mabil na hostování do turecké Kasımpaşy do konce sezony.

### Cádiz
V květnu 2022 Mabil podepsal čtyřletou smlouvu se španělským prvoligovým Cádizem.

#### Sparta Praha (hostování)
V lednu 2023 odešel Mabil na půlroční hostování s opcí do českého klubu AC Sparta Praha. Po sezóně 2022/2023 nebyla Spartou opce na přestup uplatněna.

## Reprezentační kariéra
Mabil je rodilým občanem Jižního Súdánu, FIFA mu však v březnu 2014 povolila hrát za Austrálii, kdy mu byla udělena výjimka z pravidel FIFA kvůli jeho statusu uprchlíka.
Dne 16. října 2018 Mabil debutoval v australské reprezentaci v přátelském zápase proti Kuvajtu. Nastoupil jako střídající hráč ve druhém poločase za Mathewa Leckieho a v 88. minutě vstřelil svůj první reprezentační gól, když dal na konečných 4:0.
Mabil nastoupil také do 17 zápasů kvalifikace na mistrovství světa 2022. V rozhodujícím utkání mezikontinentální baráže proti Peru proměnil rozhodující pokutový kop v penaltovém rozstřelu a poslal Austrálii na závěrečný turnaj.
V říjnu 2022 byl nominován na mistrovství světa 2022, na turnaji nastoupil do zápasů proti Francii a Tunisku jako střídající hráč.

## Statistiky

### Klubové
K 5. lednu 2023
| Klub                      | Sezóna  | Liga          | Liga   | Liga | Národní pohár | Národní pohár | Ligový pohár | Ligový pohár | Evropské poháry | Evropské poháry | Celkem | Celkem |
| Klub                      | Sezóna  | Liga          | Zápasy | Góly | Zápasy        | Góly          | Zápasy       | Góly         | Zápasy          | Góly            | Zápasy | Góly   |
| ------------------------- | ------- | ------------- | ------ | ---- | ------------- | ------------- | ------------ | ------------ | --------------- | --------------- | ------ | ------ |
| Adelaide United           | 2012/13 | A-League      | 5      | 0    | —             | —             | —            | —            | —               | —               | 5      | 0      |
| Adelaide United           | 2013/14 | A-League      | 21     | 2    | —             | —             | —            | —            | —               | —               | 21     | 2      |
| Adelaide United           | 2014/15 | A-League      | 21     | 6    | 3             | 1             | —            | —            | —               | —               | 24     | 7      |
| Adelaide United           | Celkem  | Celkem        | 47     | 8    | 3             | 1             | —            | —            | —               | —               | 50     | 9      |
| FC Midtjylland            | 2015/16 | Superligaen   | 6      | 0    | 2             | 0             | —            | —            | 2               | 0               | 10     | 0      |
| FC Midtjylland            | 2018/19 | Superligaen   | 30     | 6    | 4             | 0             | —            | —            | 5               | 0               | 39     | 6      |
| FC Midtjylland            | 2019/20 | Superligaen   | 34     | 8    | 1             | 0             | —            | —            | 2               | 0               | 37     | 8      |
| FC Midtjylland            | 2020/21 | Superligaen   | 29     | 1    | 5             | 0             | —            | —            | 10              | 2               | 44     | 3      |
| FC Midtjylland            | 2021/22 | Superligaen   | 9      | 1    | 1             | 1             | —            | —            | 6               | 1               | 16     | 3      |
| FC Midtjylland            | Celkem  | Celkem        | 108    | 16   | 13            | 1             | —            | —            | 25              | 3               | 146    | 20     |
| Esbjerg fB (host.)        | 2016/17 | Superligaen   | 29     | 4    | 3             | 2             | —            | —            | —               | —               | 32     | 6      |
| Paços de Ferreira (host.) | 2017/18 | Primeira Liga | 26     | 2    | 3             | 1             | 1            | 0            | —               | —               | 30     | 3      |
| Kasımpaşa (host.)         | 2021/22 | Süper Lig     | 11     | 2    | 0             | 0             | —            | —            | —               | —               | 11     | 2      |
| Cádiz                     | 2022/23 | La Liga       | 5      | 0    | 1             | 0             | —            | —            | —               | —               | 6      | 0      |
| Sparta Praha (host.)      | 2022/23 | Fortuna:Liga  | 0      | 0    | 0             | 0             | —            | —            | —               | —               | 0      | 0      |
| Celkem                    | Celkem  | Celkem        | 226    | 32   | 23            | 5             | 1            | 0            | 25              | 3               | 275    | 40     |

### Reprezentační
K 5. lednu 2023
| Austrálie | Austrálie | Austrálie |
| Rok       | Zápasy    | Góly      |
| --------- | --------- | --------- |
| 2018      | 3         | 1         |
| 2019      | 10        | 2         |
| 2021      | 9         | 2         |
| 2022      | 8         | 2         |
| Celkem    | 30        | 7         |

#### Reprezentační góly
| Gól | Datum          | Místo                                                      | Soupeř      | Skóre | Výsledek | Soutěž                                |
| --- | -------------- | ---------------------------------------------------------- | ----------- | ----- | -------- | ------------------------------------- |
| 1.  | 16. října 2018 | Al Kuwait Sports Club Stadium, Kuvajt, Kuvajt              | Kuvajt      | 4:0   | 4:0      | Přátelský zápas                       |
| 2.  | 11. ledna 2019 | Stadion Rashid, Dubaj, Spojené arabské emiráty             | Palestina   | 2:0   | 3:0      | Asijský pohár 2019                    |
| 3.  | 15. ledna 2019 | Khalifa bin Zayed Stadium, Al Ajn, Spojené arabské emiráty | Sýrie       | 1:0   | 3:2      | Asijský pohár 2019                    |
| 4.  | 2. září 2021   | Chalífův mezinárodní stadion, Dauhá, Katar                 | Čína        | 1:0   | 3:0      | Kvalifikace na Mistrovství světa 2022 |
| 5.  | 7. října 2021  | Chalífův mezinárodní stadion, Dauhá, Katar                 | Omán        | 1:0   | 3:1      | Kvalifikace na Mistrovství světa 2022 |
| 6.  | 1. června 2022 | Al Janoub Stadium, Al Wakrah, Katar                        | Jordánsko   | 2:1   | 2:1      | Přátelský zápas                       |
| 7.  | 22. září 2022  | Lang Park, Brisbane, Austrálie                             | Nový Zéland | 1:0   | 1:0      | Přátelský zápas                       |

## Ocenění

### Klubová

#### Midtjylland
- Superligaen: 2019/20
- Dánský fotbalový pohár: 2018/19, 2021/22